# Beata Buczek-Żarnecka
Beata Buczek-Żarnecka (ur. 2 stycznia 1967 w Sanoku) – polska aktorka filmowa i teatralna.

## Życiorys
Absolwentka I Liceum Ogólnokształcącego im. Komisji Edukacji Narodowej w Sanoku z 1985. 28 września 1988 zadebiutowała rolą Justysi w Mężu i żonie Aleksandra Fredry w reż. Aleksandry Górskiej na scenie Teatru Polskiego w Bielsku-Białej. W 1989 roku ukończyła studia na PWST w Krakowie. Występowała w teatrach: im. Stefana Jaracza w Łodzi (1989–1990) i Muzycznym im. Danuty Baduszkowej w Gdyni (1990–1994), a od 1994 roku jest aktorką Teatru Miejskiego im. Witolda Gombrowicza w Gdyni.

## Filmografia
- 2000–2002: Klan – jako Marta Kalinowska
- 2000: Lokatorzy – jako Danusia (odc. 13)
- 2001: Lokatorzy – jako doktor Młodnicka (odc. 64)
- 2002: Break Point
- 2007: I kto tu rządzi? – jako Irena (odc. 7)
- 2008–2010: M jak miłość – jako Bożena Chojnacka
- 2011: Czarny czwartek – jako lekarka
- 2012: Supermarket – jako lekarka
- 2012–2013: Pierwsza miłość – jako Bernadetta Jasińska
- 2013: Układ zamknięty – jako mecenas Wanda Budwiłł-Sarnecka
- 2014: Na dobre i na złe – jako Krystyna (odc. 550)
- 2015: Prawo Agaty – jako Krystyna Cieślak (odc. 84)
- 2016: Na Wspólnej – jako dyrektorka (odc. 2299, 2300)

### Spektakle telewizyjne
- 1989: Dzieci Arbatu – jako Lena Budiagina
- 1991: Żołnierz królowej Madagaskaru – jako panna Sabina
- 1994: Szklana klatka – jako Irena
- 2006: Dobrze – jako córka
- 2012: Idąc rakiem – jako Gabi

### Etiudy
- 1990: Pod słońcem
- 1991: Utracona cześć Katarzyny Blum
- 2012: Kawaler – jako prezenterka TV
- 2017: Nie da się kochać – jako żona Rafała

## Teatr
- Dzień Świra Marka Koterskiego, Teatr Miejski im. Witolda Gombrowicza w Gdyni, reż. Tomasz Man, 2006, jako Matka, Picz, Policjantka, Woźna, Lala, Elżunia, Baba z windy, Była żona, stara chinka, baba z krówką, baba ze srającym psem, wariatka, zakonnica, świnia, samica, modelka łupieżna, modelka zębna, modelka ustna, Ania Sfinkter, łumen[4]
- Dyzma musical Władysława Korcza, Teatr Miejski im. Witolda Gombrowicza w Gdyni, reż. Jan Szurmiej, 2007) jako Nina[5]
- Królowa Śniegu Hansa Christiana Andersena, Teatr Miejski im. Witolda Gombrowicza w Gdyni, reż. Krzysztof Babicki, 2013, jako Królowa Śniegu[6]
- Śnieżka i krasnoludki Braci Grimm, Teatr Miejski im. Witolda Gombrowicza w Gdyni, reż. Krzysztof Babicki, 2015, jako Macocha[7]
- Cafe Luna Anny Burzyńskiej, Teatr Miejski im. Witolda Gombrowicza w Gdyni, reż. Józef Opalski, 2016, jako Rosita[8]
- Balladyna Juliusza Słowackiego, Teatr Miejski im. Witolda Gombrowicza w Gdyni, reż. Jacek Bała, 2017, jako Ms. Super Express[9]
- Następnego Dnia Rano Petera Quiltera, Teatr Miejski im. Witolda Gombrowicza w Gdyni, reż. Grzegorz Kempinsky, 2017, jako Barbara[10]
- Mistrz i Małgorzata Michaiła Bułhakowa, Teatr Miejski im. Witolda Gombrowicza w Gdyni, reż. Jacek Bała, 2018, jako Hella, Doktor Strawinsky[11]
- Tango na pełnym morzu Sławomira Mrożka, Teatr Miejski im. Witolda Gombrowicza w Gdyni, reż. Krzysztof Babicki, 2019, jako Listonosz/Lokaj[12]
- Osiecka. Archipelagi,  Teatr Miejski im. Witolda Gombrowicza w Gdyni, reż. Jacek Bała, 2019, jako MS. GREEN/ ZUZA[13]
- Dziady Adama Mickiewicza, Teatr Miejski im. Witolda Gombrowicza w Gdyni, reż. Krzysztof Babicki, 2019, jako SOWA, GUBERNATOROWA[14]
- Trzej Muszkieterowie Marty Guśnowskiej, Teatr Miejski im. Witolda Gombrowicza w Gdyni, reż. Rafał Szumski, 2020, jako Milady[15]
- Arszenik i stare koronki Josepha Kesselringa, Teatr Miejski im. Witolda Gombrowicza w Gdyni, reż. Krzysztof Babicki, 2021, jako ABBY BREWSTER[16]
- Prawiek i inne czasy Olgi Tokarczuk, Teatr Miejski im. Witolda Gombrowicza w Gdyni, reż. Jacek Bała, 2021, jako Dziedziczka Popielska[17]
- Marlena Dietrich. Iluzje. Jacka Bały, Teatr Miejski im. Witolda Gombrowicza w Gdyni, reż. Jacek Bała, 2021, jako Marlene[18]
- Sen nocy letniej Williama Szekspira, Teatr Miejski im. Witolda Gombrowicza w Gdyni, reż. Rafał Szumski, 2021, jako Tytania[19]
- Pułapka Tadeusza Różewicza, Teatr Miejski im. Witolda Gombrowicza w Gdyni, reż. Krzysztof Babicki, 2022, jako Matka[20]
- Kwiaty we włosach Aliny Moś, Teatr Miejski im. Witolda Gombrowicza w Gdyni, reż. Alina Moś, 2022, jako Aurelia[21]
- Umrzeć ze śmiechu Paula Elliota, Teatr Miejski im. Witolda Gombrowicza w Gdyni, reż. Krzysztof Babicki, 2022, jako Connie Harland[22]
- Czarodziejska Góra Tomasza Mann,  Teatr Miejski im. Witolda Gombrowicza w Gdyni, reż. Jacek Bała, 2023, jako Kławdia Chauchat, Europa[23]

## Nagrody i wyróżnienia
- 1998: Nagroda indywidualna za rolę w spektaklu Zbiór bzdur... na VII KTO w Warszawie[24]
- 1999: Nagroda Prezydenta Miasta Gdyni za całokształt pracy artystycznej[24]
- 2002: Nagroda Prezydenta Miasta Gdyni z okazji Międzynarodowego Dnia Teatru za całokształt pracy, a zwłaszcza za rolę Maszy w Mewie Czechowa w Teatrze Miejskim w Gdyni[24]
- 2006: Nagroda dyrektora Teatru Miejskiego im. Witolda Gombrowicza z okazji Międzynarodowego Dnia Teatru[24]
- 2009: Nagroda Prezydenta Gdyni z okazji Międzynarodowego Dnia Teatru[24]
- 2010: Nagroda Prezydenta Gdyni z okazji Międzynarodowego Dnia Teatru[24]
- 2012: Nagroda dyrektora Teatru Miejskiego im. Witolda Gombrowicza z okazji Międzynarodowego Dnia Teatru[24]
- 2014: Nagroda Prezydenta Miasta Gdyni – za kreacje w przedstawieniach: Królowa Śniegu, Pokojówki[24]
- 2017: Nagroda dyrektorów Teatru Miejskiego im. Witolda Gombrowicza z okazji Międzynarodowego Dnia Teatru[25]
- 2022: Nagroda prezydenta Gdyni za rolę Marleny Dietrich w spektaklu „Marlena Dietrich. Iluzje” Jacka Bały w reżyserii autora na Scenie Letniej w Orłowie[25]
- 2023: Nagroda Dyrekcji Teatru Miejskiego w Gdyni za rok 2022 z okazji Międzynarodowego Dnia Teatru[25]